# Francisco Bustelo
Francisco Bustelo García del Real (Madrid, 12 de gener de 1933) és un economista i polític espanyol, vinculat al socialisme democràtic.

## Biografia
Cursant Econòmiques en la Universitat Complutense de Madrid, s'enfronta a la dictadura franquista. El 1957, en unió de Mariano Rubio Jiménez i Juan Manuel Kindelán, funda l'Agrupació Socialista Universitària (ASU), una organització estudiantil d'inspiració socialista, que aviat s'adhereix al PSOE. Col·laborant en la clandestinitat amb el comunista Jorge Semprún, és detingut i ingressa en la presó de Carabanchel.
Bustelo, en sortir de la presó, viatja a París exiliat (1958-1965), on es relaciona amb dues figures del PSOE en l'exili: Indalecio Prieto i Luis Jiménez de Asúa. Torna a Espanya, i en l'estat d'excepció de 1969 és deportat a Terol amb Fernando Álvarez de Miranda. Quatre anys després treu la càtedra d'Història Econòmica a Santiago i, ja com a funcionari públic, milita en l'Agrupació Socialista Madrilenya.
Assisteix al Congrés de Suresnes on, igual que els altres delegats de l'Agrupació Socialista Madrilenya, vota en contra de l'elecció de Felipe González Márquez com a primer secretari. No obstant això, és escollit membre de la Comissió Executiva, de la qual aviat dimitiria.
A les eleccions del 15 de juny de 1977 va ser elegit diputat per Pontevedra, i senador per Madrid el 1979. Bustelo formaria part del grup de socialistes «crítics» enfront del personalisme i pragmatisme socialdemòcrata de González, que van obtenir una breu victòria al Congrés de maig de 1979, si bé el secretari general acabaria per imposar el seu lideratge al Congrés Extraordinari de setembre d'aquest mateix any.
Davant aquesta situació es converteix, al costat de Luis Gómez Llorente, Pablo Castellano i altres destacats militants de l'ala esquerra, en un dels fundadors del corrent Izquierda Socialista. En 1979 veuria la llum el seu llibre Introducción al socialismo marxista.
Decebut amb la deriva del partit, es mantindrà allunyat de la política activa a partir de 1981, després de ser elegit com a rector de la Universitat Complutense de Madrid.
El 1989 s'afilia juntament amb Pablo Castellano al Partit d'Acció Socialista (Pasoc), del que serà escollit Vicepresident el 1990, i conseqüentment a Izquierda Unida, però descontent amb la línia política d'IU, també marxa. En 2004 torna a afiliar-se al seu antic partit, el PSOE, com a militant de base.

## Activitat parlamentària
- Diputat de la Legislatura Constituent (PSOE)
- Senador de la I Legislatura (PSOE) Arxivat 2007-10-11 a Wayback Machine.